# Kastlösa
Kastlösa er en landsby med 222 (2023) indbyggere på den sydlige del af Öland i Mörbylånga Kommune. Den ligger ud til den vestlige af øens to nord-syd gående veje og inden for det område som af UNESCO er beskyttet som verdensarvlandskab (se Alvaret).